# Torneo di Wimbledon 1902
Il Torneo di Wimbledon 1902 è stata la 26ª edizione del Torneo di Wimbledon e prima prova stagionale dello Slam per il 1902. Si è giocato sui campi in erba dell'All England Lawn Tennis and Croquet Club di Wimbledon a Londra in Gran Bretagna. Il torneo ha visto vincitore nel singolare maschile il britannico Laurence Doherty che ha sconfitto in finale in 4 set il connazionale Arthur Gore con il punteggio di 6–4 6–3 3–6 6–0. Nel singolare femminile si è imposta la britannica Muriel Robb che ha battuto in finale in 2 set la connazionale Charlotte Cooper Sterry. Nel doppio maschile hanno trionfato Sidney Smith e Frank Riseley.

## Sommario
Nel torneo del singolare femminile arrivarono in finale le britanniche Muriel Robb e Charlotte Cooper Sterry la partita fu sospesa a causa del maltempo. Il punteggio era sul 4–6 13-11. Alla ripresa il punteggio venne stranamente azzerato e si ripartì dallo 0-0 iniziale. La partita si concluse con la vittoria della Robb che sconfisse la rivale per 7–5, 6–1.
.

## Risultati

### Singolare maschile
Laurence Doherty ha battuto in finale  Arthur Gore con il punteggio di 6–4 6–3 3–6 6–0

### Singolare femminile
Muriel Robb ha battuto in finale  Charlotte Cooper Sterry con il punteggio di 7–5, 6–1

### Doppio maschile
Sidney Smith /  Frank Riseley hanno battuto in finale  Reginald Doherty /  Laurence Doherty con il punteggio di 4–6, 8–6, 6–3, 4–6, 11-9

### Doppio femminile non ufficiale
Agnes Morton /  Charlotte Sterry hanno battuto in finale  Hilda Lane /  Connie Wilson per walkover

### Doppio misto non ufficiale
Charlotte Sterry /  Laurie Doherty hanno battuto in finale  Muriel Robb /  Clement Cazalet con il punteggio di 6–4 6–3